# 椴法華村の水道
本項では椴法華村の水道について解説する。

## 概要
北海道亀田郡椴法華村はかつてより飲料水に乏しい地域であったため、1910年（明治43年）に村の有志で木管簡易水道が作られた。これは富浦と島泊のあいだを流れる番屋川を水源としていたため両集落の20から30戸ほどに給水する程度であった。また、一部の給水管に竹管が使われるなど、設備も貧弱なものであった。当時の設備では加入希望者の需要を満たしきらなかったため、大正時代になると取水設備ならびに給水管の改善が行われ、給水範囲も浜町まで広がった。この水道は椴法華水道組合によって運用されていたが、設備の老朽化などによって飲料水として不適当なものとなり、太平洋戦争の終結に前後して殆ど使用に堪えないものとなった。
飲料水の問題を解決すべく椴法華村は1949年（昭和24年）4月に調査を開始、1950年（昭和25年）7月に道知事に申請を行い11月に認可を得る。8月に起工した工事は11月に竣工し、12月8日に上水道完成祝賀会が行われた。
2004年（平成16年）に椴法華村が函館市に合併すると、椴法華村営水道は函館市水道局に引き継がれる。水道料金は家庭用は一番安価な函館市の水道料金に合わせられ、業務用などの水道料金は合併4町村の方が安いため、5年間の経過措置が設けられた。